# Convento di San Francesco (Guardia Sanframondi)
Il convento di San Francesco è un'architettura religiosa sita nel comune di Guardia Sanframondi ed oggi in degrado.

## Storia
La sua costruzione risale al XVII secolo. Nel 1612 alcuni guardiesi si recarono a Napoli pregando il Padre Superiore dei Francescani di inviare a Guardia dei Frati da messa e degli Oblati, dato che c'era l'intenzione di erigere per essi un convento. Solo tre anni dopo, padre Francesco Michele da Napoli, dietro invito di Sigismondo Gambacorta, vescovo, si recò a Guardia per piantare una croce nella zona in cui doveva erigersi il Convento e, nel 1616, proprio questo vescovo pose la prima pietra. 
L'Universitas acquistò diversi terreni per ampliare l'edificio e solo nel 1629 i frati lo poterono abitare. Il sisma del 1688 distrusse completamente l'architettura, che fu rifatta dieci anni dopo; durante il terremoto che si verificò nel 1805 il campanile fu ridotto in macerie. 
A causa della soppressione degli ordini religiosi, il convento fu costretto a chiudere i battenti nel 1810. Per ventitré anni fu prima adibito a caserma, poi a carcere, e ancora a pretura e a scuola. Solo nel 1833 i frati ritornarono a Guardia, fino a quando, nel 1866, in seguito alle leggi eversive di Gioacchino Murat, il convento fu soppresso. Nel 1900, l'amministrazione comunale lo concesse nuovamente ai frati, che lo abbandonarono definitivamente nel 1951 per le condizioni pericolanti dell'edificio. 

## Descrizione
Il convento, era in evidente stato di inagibilità, è strutturato intorno al chiostro a pianta quadrangolare ed avente un portico con colonne in pietra locale lavorata ed affreschi barocchi del Michele Foschini sotto le volte, oggi perduti. La chiesa conosciuta anche col nome di Sant'Antonio, è costituita da sei cappelle laterali; è in stile barocco ma il suo arredo è stato negli anni trafugato dai ladri e devastato dall'incuria. Restano solo alcune parti degli altari in marmi policromi e dei suggestivi affreschi barocchi mentre il coro ligneo settecentesco intarsiato è ancora agibile. Alle spalle del complesso è stato ricavato un giardino, protetto da alte mura di pietra. Anche il refettorio è impreziosito da affreschi di Michele Foschini. 
Per quanto riguarda la Chiesa, 
si procederà ad un intervento di restauro e di ricostruzione del campanile, con il recupero della cappelle esistenti e degli affreschi presenti. La parte restante del complesso avrà una destinazione turistico – recettiva, con la realizzazione di un centro benessere basato sulla vino terapia e di un albergo-ristorante, dotato di 23 camere per accogliere circa 40 ospiti. Intanto è stata posizionata la prima gru e sono stati demoliti alcuni corpi abusivi realizzati negli anni, utilizzati come ricoveri di mezzi. Si tratta di uno dei più importanti investimenti negli ultimi anni per il paese che consentirà, attraverso il tipo di attività proposta, la valorizzazione di uno degli scorci più caratteristici del centro antico, dando risposte sia alle esigenze occupazionali locali che al turismo enogastronomico.